# Score (pel·lícula de 1974)
Score és una pel·lícula romàntica eròtica del 1974 dirigida per Radley Metzger. Una de les primeres pel·lícules que explora les relacions bisexuals, va formar part de la breu moda porno chic] de l'Edat d'Or del Porno a principis de la dècada de 1970 que també incloïa Behind the Green Door, The Devil in Miss Jones i Deep Throat. La pel·lícula es va basar en una obra teatral off-Broadway que va tenir 23 funcions al Martinique Theatre del 28 d'octubre al 15 de novembre de 1971 i va comptar amb Sylvester Stallone en un breu paper (com a reparador de telèfons Mike). La versió cinematogràfica de  Score  va ser escrita per  Jerry Douglas, que més tard es va convertir en un guionista principal. Es va ambientar en un habitatge cutre de Queens, mentre que la pel·lícula estava ambientada en una terra elegant i mítica i tenia un pressupost relativament elevat per a una pel·lícula independent d'aquella època.
S'ha publicat tant en versions de porno tou com de porno dur. Un llançament de DVD, una versió softcpre, mostra una data de copyright renovada de 1976 (totes les impressions amb els drets d'autor de 1976). són la versió editada i aprovada pel director), però la pel·lícula en si es va estrenar als Estats Units el desembre de 1973. Les impressions hardcore, incloses la nuesa masculina i la fel·lació, tenen una durada de 91 minuts, mentre que les ubiques es van publicar el un format de 84 minuts. First Run Pictures va comercialitzar la versió original hardcore en videocassette, tot i que era una versió limitada disponible només per correu especial. La versió restaurada, sense tallar i sense censura (hardcore) va ser llançada per Cult Epics en DVD i Blu-ray el 2010.

## Argument
A la mítica ciutat europea de Leisure, la parella Jack i Elvira tenen una aposta constant sobre qui pot seduir a qui. Això apareix arran d'una nit canviant amb un parell de turistes recollits a través d'un anunci al diari. L'Elvira, una autoproclamada "snob sexual" ha apostat per seduir la nova casada Betsy, casada amb el maco biòleg marí Eddie. Si falla a mitjanit, llavors Jack aconsegueix seduir Eddie.
Mentre Jack i Eddie van a treballar per separat, la Betsy ve a visitar la seva nova amiga Elvira. Està molt intrigada per l'admissió oberta de l'Elvira del seu estil de vida canviant, inclòs l'intercanvi de cònjuges i les drogues. Quan arriba Mike, l'home de la reparació de telèfons (Elvira havia sabotejat el telèfon abans només amb l'esperança que aparegués un home guapo), la Betsy està fascinada i sorpresa mentre Elvira el sedueix davant dels seus ulls. També admet que no està gaire contenta, sobretot després d'atrapar l'Eddie masturbant-se al bany. Però diu que les accions de l'Elvira no són per a ella, perquè en el fons encara és d’educació catòlica. L'Elvira explica una història sobre Jack, just abans de casar-se, i com va dir que "pujaria a bord d'un porc espí" si ho tingués al cap.
Les dues parelles es reuneixen aquella nit i es col·loquen una mica amb cànnabis. Traient un bagul de disfresses, decideixen jugar a disfressar-se. Jack es posa un uniforme de mariner mentre que la Betsy porta un vestit de modelatge molt revelador. Per a la sorpresa de la Betsy (i l'enorme diversió de Jack), el vestit de l'Elvira es basa en l'hàbit d'una monja, però sense res a sota. Es burlen de l'Eddie perquè es posa un vestit de cowboy.
A mesura que avança la nit, les dues dones i els dos marits s'uneixen per passejar i xerrar. Durant el transcurs de les seves converses, cadascun de la parella ingènua admet la seva insatisfacció, inclosa la pregunta de si mai s'haurien d'haver casat. Resulta que Eddie era el millor amic del germà de Betsy. Hi ha una pista que ell i Eddie eren potser més que amics, tot i que Eddie no sembla saber que la Betsy podria adonar-se’n. Mentrestant, la Betsy es deixa caure els cabells i fins i tot està una mica preocupada que pugui "passar" alguna cosa entre ella i l'Elvira. També es mareja en dir la paraula "fotre" per primera vegada. A la planta baixa, Jack li comenta a l'Eddie que just abans de casar-se ell i l'Elvira, ella va comentar: "Jack, ho faria amb un porc espí si em vingués de gust".
L'Elvira i la Betsy acaben a l'habitació de dalt, amb Jack i Eddie al cau de la planta baixa. Una ràpida trucada telefònica entre la parella intercanviada els fa acordar que la mitjanit és la data límit per a tots dos. A mesura que avança la nit, tots dos introdueixen els seus seduïts en perspectiva al nitrit d'amil (cadascun diu la mateixa línia que ells:  "Bingo!" ) I quan demanen l'hora, interpreten el rellotge respectiu són "lents" o "ràpids" segons els seus propis desitjos.
Tant Eddie com Betsy són seduïts simultàniament, reben i donen sexe oral. La Betsy fins i tot és penetrada amb un consolador amb arnés (mentre porta coll i corretja). Eddie, penetrat per Jack, té una breu al·lucinació que la persona que li fa l'amor és Betsy.
Al matí, Jack i Elvira consideren la puntuació pràcticament igualada. La Betsy i l'Eddie estan confosos, cadascun pensant que potser l'altre és el "normal". La Betsy fins i tot fa un comentari sobre que tots dos són "porcs espins". Quan Mike arriba de sobte a una visita, just quan Jack i Elvira s'estan preparant per tenir un  ménage à trois  amb Betsy, Jack també el convida a ell i presumeix que "juguen a tot tipus de jocs aquí ". Una observació casual posa de manifest el fet que Mike i Eddie gaudeixen amb els bitlles. Per sorpresa d'en Jack i l'Elvira, Mike marxa a jugar amb l'Eddie i la Betsy, que suggereix que es reuneixin tots aviat per jugar al "Bingo".

## Repartiment
- Calvin Culver (aka Casey Donovan) (Eddie)
- Carl Parker (Mike Nixon)
- Claire Wilbur (Elvira Jackson)
- Gerald Grant (Jack Jackson)
- Lynn Lowry (Betsy)

La dona que interpreta l'ajudant de Jack no va ser acreditada, i no es coneix cap informació sobre ella.